# Devi

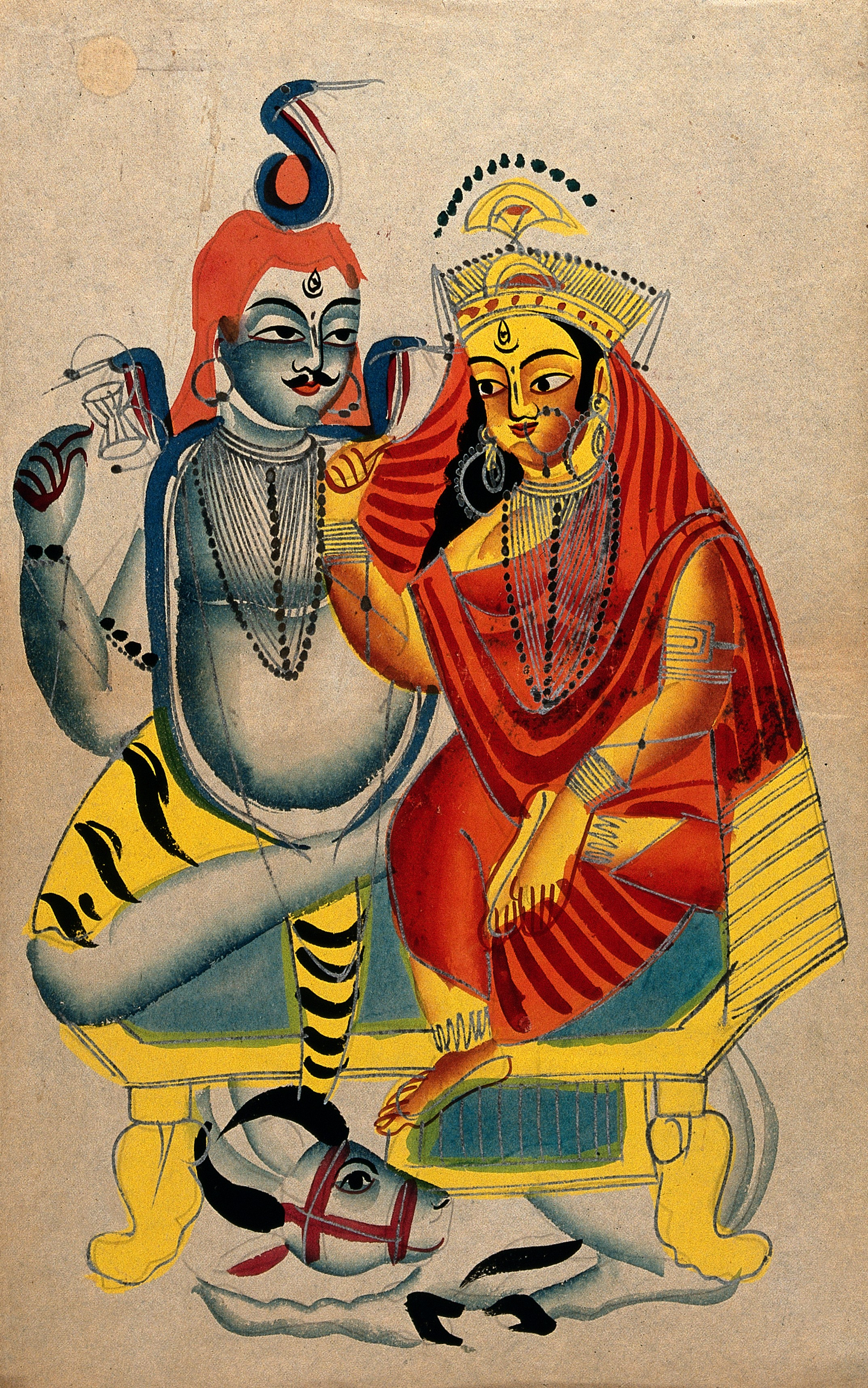
Devi i gestalt av Parvati tillsammans med sin make Shiva.

Devi ('Gudinnan') eller Mahadevi ('den stora gudinnan') är namnet på hinduismens kvinnliga gudar då de sammanfattas i en enda gudinna. Inom hinduismen, särskilt inom shaktismen, betraktas alla kvinnliga gudar i grunden som olika aspekter av samma gudinna, som alltså sammanfattas under namnet Devi. På samma sätt sammanfattas alla manliga gudar i Deva. 

## Matrikas
Devi indelas i en stor mängd separata gestalter. Liksom den manliga urguden Deva är uppdelad i olika manliga gudar, är urgudinnan Devi som hans kvinnliga motpart uppdelad i flera gudinnor, som blir varje manlig guds kvinnliga motpart och hustru (Shakti). Denna uppdelning sammanfattas som en grupp gudinnor under namnet Matrikas. 
Som Shivas hustru delas hon till exempel upp i de tre aspekterna Parvati, Durga och Kali. Parvati delas sedan i sin tur upp i Uma, Lakshmi och Sarasvati.

## Adi Parashakti
Devi dyrkas inom shaktismen som den högsta gudomligheten under namnet Adi Parashakti.
Adi Parashakti uppträder i sin tur i olika gestalter i gruppen Mahavidya.